# Hokkaido Nippon-Ham Fighters
Gli Hokkaidō Nippon Ham Fighters (北海道日本ハムファイターズ?) sono una squadra professionistica giapponese di baseball con sede a Sapporo. Militano nella Pacific League della Nippon Professional Baseball e, dal 2023, giocano le partite casalinghe all'ES CON Field Hokkaido anziché al Sapporo Dome.
Hanno vinto il titolo di campioni assoluti della NPB per tre volte (1962, 2006, 2016) e il titolo della Pacific League per sette (1962, 1981, 2006, 2007, 2009, 2012, 2016).
La squadra fu fondata nel 1946 a Tokyo, città in cui ha avuto sede fino al 2003, e, nel corso degli anni, ha assunto le seguenti denominazioni:
- Senators (セネタース?) (1946)
- Tokyu Flyers (東急フライヤーズ?) (1947)
- Kyuei Flyers (急映フライヤーズ?) (1948)
- Tokyu Flyers (東急フライヤーズ?) (1949–1953)
- Toei Flyers (東映フライヤーズ?) (1954–1972)
- Nittaku Home Flyers (日拓ホームフライヤーズ?) (1973)
- Nippon-Ham Fighters (日本ハムファイターズ?) (1974–2003)
- Hokkaido Nippon-Ham Fighters (北海道日本ハムファイターズ?) (2004–)

## Allenatori
- Saburo Yokozawa (横沢三郎, 1946)
- Hisanori Karita (苅田久徳, 1947–1948)
- Toshiharu Inokawa (井野川利春, 1949–1950)
- Shinobu Ando (安藤忍, 1951)
- Toshiharu Inokawa (1952–1954)
- Koichi Yasui (保井浩一, 1955)
- Yoshiyuki Iwamoto (岩本義行, 1956–1960)
- Shigeru Mizuhara (水原茂, 1961–1967)
- Hiroshi Ohshita (大下弘, 1968)
- Kenjiro Matsuki (松木謙治郎, 1969–1970)
- Kenjiro Tamiya (田宮謙次郎, 1970–1973)
- Masayuki Dobashi (土橋正幸, 1970–1973)
- Futoshi Nakanishi (中西太, 1974–1975)
- Keiji Ohsawa (大沢啓二, 1976–1983)
- Yoshinobu Uemura (植村義信, 1984)
- Keiji Ohsawa (1984)
- Shigeru Takada (高田繁, 1985–1988)
- Sadao Kondo (近藤貞雄, 1989–1991)
- Masayuki Dobashi (1992)
- Keiji Ohsawa (1993–1994)
- Toshiharu Ueda (上田利治, 1995–1999)
- Yasunori Ohshima (大島康徳, 2000–2002)
- Trey Hillman (2003-2007)
- Masataka Nashida (梨田昌孝, 2008–2011)
- Hideki Kuriyama (栗山英樹, 2012–)

## Giocatori
- Hisashi Takeda (武田久, 2003-)
- Atsunori Inaba (稲葉 篤紀, 2005-)

### Ex giocatori
- Isao Harimoto(張本勲, 1959-1975)
- Nigel Wilson (1997-2001)
- Yū Darvish (ダルビッシュ有, 2005-2011)
- Shōhei Ōtani (大谷翔平, 2013-2017)